# Didymoproblema fusiforme
Didymoproblema fusiforme är en plattmaskart som beskrevs av S. Ishii 1935. Didymoproblema fusiforme ingår i släktet Didymoproblema och familjen Didymozoidae. Inga underarter finns listade i Catalogue of Life.